# Franco della Guadalupa
Il franco è stato la valuta di Guadalupa fino al 2002. Era suddiviso in 100 centime.

## Storia
Il franco fu introdotto nel 1816, quando le isole tornarono in mano francese dopo l'occupazione inglese, e sostituì la livre della Guadalupa. Tra il 1848 e il 1961 circolò il franco francese insieme a banconote emesse specificatamente per la Guyana francese, mentre tra il 1961 e il 1975 circolò insieme a banconote emesse per Guadalupa, Guyana francese e Martinica (collettivamente note come le Antille francesi).

## Monete
Nel 1903 e nel 1921 furono emesse monete in cupronichel da 50 centime e 1 franco.
| Immagine | Valore     | Parametri tecnici | Parametri tecnici | Parametri tecnici | Descrizione | Descrizione    | Data di emissione |
| Immagine | Valore     | Diametro          | Massa             | Composizione      | Bordo       | Forma          | Data di emissione |
| -------- | ---------- | ----------------- | ----------------- | ----------------- | ----------- | -------------- | ----------------- |
|          | 50 centime | 23 mm             | 3,56 g            | Cupronichel       | Liscio      | Ottadecagonale | 1903              |
|          | 1 franco   | 26,5 mm           | 5,41 g            | Cupronichel       | Liscio      | Icosagonale    | 1903              |

## Banconote
Nel 1848 la Banca del Prestito (Banque de Prêt) introdusse banconote in tagli da 5, 10, 50, 100, 500 e 1 000 franchi. Il Tesoro Coloniale emise buoni di cassa (Bons de Caisse) da 1 franco dal 1854, seguiti da quelli da 2 franchi nel 1864 e da quelli da 50 centime, 5 e 10 franchi nel 1884.
Nel 1887 la Banca della Guadalupa (Banque de la Guadeloupe) introdusse le banconote da 500 franchi, seguite da quelle da 50 centime, 1, 2, 25 e 100 franchi nel 1920 e da quelle da 5 franchi nel 1928. Nel 1942 fu emessa dalla Banca della Guadalupa una serie finale di banconote in tagli da 5, 25, 100, 500 e 1 000 franchi.
Nel 1944 la Cassa Centrale della Francia d'Oltremare (Caisse Centrale de la France d'Outre Mer) introdusse le banconote da 10, 20, 100 e 1 000 franchi. Nel 1947 fu introdotta una nuova serie di banconote con tagli da 5, 10, 20, 50, 100, 500, 1 000 e 5 000 franchi. Queste banconote condividevano il disegno con quelle emesse per la Guyana francese e Martinica.
Nel 1961 le banconote da 100, 500, 1 000 e 5 000 franchi furono sovrastampate con il valore espresso in nuovi franchi (nouveaux francs): 1, 5, 10 e 50 nuovi franchi. Lo stesso anno fu introdotta una nuova serie di banconote con i nomi di Guadalupa, Guyana francese e Martinica. Nel 1963 l'Istituto d'Emissione nei Dipartimenti d'Oltremare (Institut d'Emission des Départements d'Outre-Mer) prese il controllo sulla produzione di cartamoneta nei tre dipartimenti, emettendo banconote da 10 e 50 nuovi franchi. Queste furono seguite nel 1964 dalle banconote da 5, 10, 50 e 100 franchi, con l'eliminazione dell'aggettivo "nuovi".